# Vesiculaphis kongoensis
Vesiculaphis kongoensis är en insektsart. Vesiculaphis kongoensis ingår i släktet Vesiculaphis och familjen långrörsbladlöss. Inga underarter finns listade i Catalogue of Life.